# Club Atlético Pilar (Santa Fe)
El Club Atlético Pilar es una entidad deportiva de la comunidad de Pilar, enclavada en el centro de la provincia de Santa Fe, al oeste del departamento Las Colonias, en la República Argentina, a 81 km de la capital provincial. El club fue fundado el 16 de noviembre de 1906 bajo la dirección de Ernesto M. Vionnet.
- Datos: Q127162301